# Bal Gandharva
Narayan Rajhans Shripad (Marathi: नारायण श्रीपाद राजहंस), más conocida como Bal Gandharva (Marathi: बालगंधर्व) (1888-1967), fue una de las más grandes cantantes y actrices de teatro india de origen Marathi. Famosa por interpretar sus personajes femeninos en las obras de teatro marathi, ya que en esa época a las mujeres no se les permitía a participar en actuaciones en el escenario durante su época.
Bal Gandharva obtuvo su nombre después de una actuación en Pune para luego convertirse en una famosa cantante. Lokmanya Tilak, el gran luchador por la libertad y el gran hombre del movimiento a favor de la independencia de la India estaba entre el público, después de la actuación, al parecer aplaudió a la cantante y dijo que Narayan era una "Bal Gandharva", que significa "joven Gandharva".

## Vida personal
Narayan Rajhans Shripad nació en la aldea de Nagthane en Palus Taluk del distrito de Sangli en Maharashtra, India. Su primer esposo falleció en 1940. Bal Gandharva se casó con Gohar Karnataki en 1951. Gohar fue un actor de su compañía de teatro. Gohar falleció en 1964.

## Biografía
Nacida en el seno de una familia, Narayan Rajhans comenzó su carrera artística en la música interpretando géneros musicales de su región llamado bhajans, hasta que Shahu Maharaj se fijó en ella. Shahu Maharaj le ayudó a conseguir un tratamiento de problemas de audiciones. Shahu Maharaj le presentó a Kirloskar Mandali, estos dos producctores utilizaron para promover espectáculos musicales en lengua marathi en esa época.
Bal Gandharva comenzó su carrera con Kirloskar Natak Mandali, en 1905. La compañía fue dirigida por Mujumdar y Joglekar Nanasaheb. Después de la muerte Joglekar en 1911, hubo un descontento por el estilo dictatorial y manipulador de Mujumdar. Bal Gandharva, Ganesh Govind ('Ganpatrao'), dejaron la compañía en 1913 para formar una nueva asociación llamada Gandharva Sangeet Mandali. Bal Gandharva se convirtió en la única propietaria de la empresa endeudados en 1921. La deuda se canceló a tiempo de 7 años de prisión. Sin embargo, la empresa acumuló la deuda de nuevo para los próximos 6 a 7 años. Bal Gandharva disolvió la compañía para participar en 6 películas con Prabhat Film Company, pero la sociedad se disolvió después de una sola película en la que fue retratado en un personaje masculino, el de Sant Eknath.

## Personajes
- Bhamini in Manapman(1911)
- Rukmini in Swayamwar(1916)
- Sindhu in Ekach Pyala(1920)

## Premios
- En 1955, Bal Gandharva recibió el codiciado "Premio del Presidente" (ahora conocido como el Premio Sangeet Natak Akademi el más alto honor musical en la India del entonces Presidente de la India.
- En 1964, Bal Gandharva recibió el premio Padma Bhushan, el tercero más alto galardón civil de la República de la India.